# Guldlock och de tre björnarna

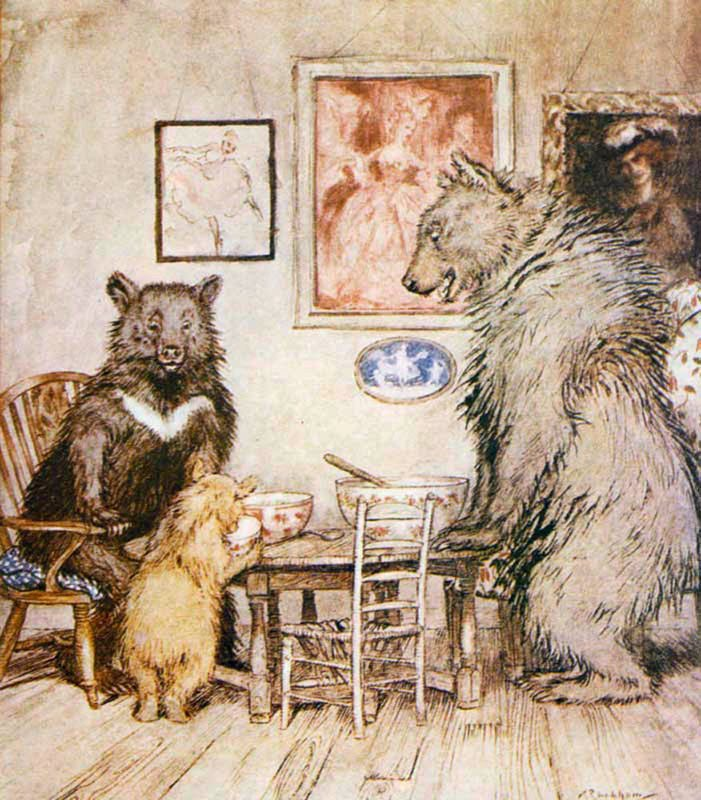
De tre björnarna, en illustration av Arthur Rackham ur Flora Annie Steels English Fairy Tales (1918).

Guldlock och de tre björnarna eller bara Guldlock är en känd godnattsaga för barn. Den blev känd efter år 1837 när poeten Robert Southey skrev prosa på den, även om den troligen baserade sig på en ännu äldre berättelse. Berättelsen blev populär och återberättades av många andra, varför den har ändrats mycket med tiden. Den finns i många olika versioner.

## Handling
Berättelsen handlar om en liten guldlockig flicka som olovandes ger sig av hemifrån och går vilse. Så småningom kommer hon till ett hus i skogen och finner allt i huset – stolar, sängar och grötfat – i tre storlekar. Efter att ha prövat sig fram och suttit sönder en stol, ätit upp en av grötportionerna och slutligen somnat i en av sängarna väcks hon av de tre björnarna som bor i huset. Förskräckt rusar hon ut ur huset och hem till mamma.